# Bellahalli, Kolar
Bellahalli là một làng thuộc tehsil Kolar, huyện Kolar, bang Karnataka, Ấn Độ.